# Emir Emin Arslan

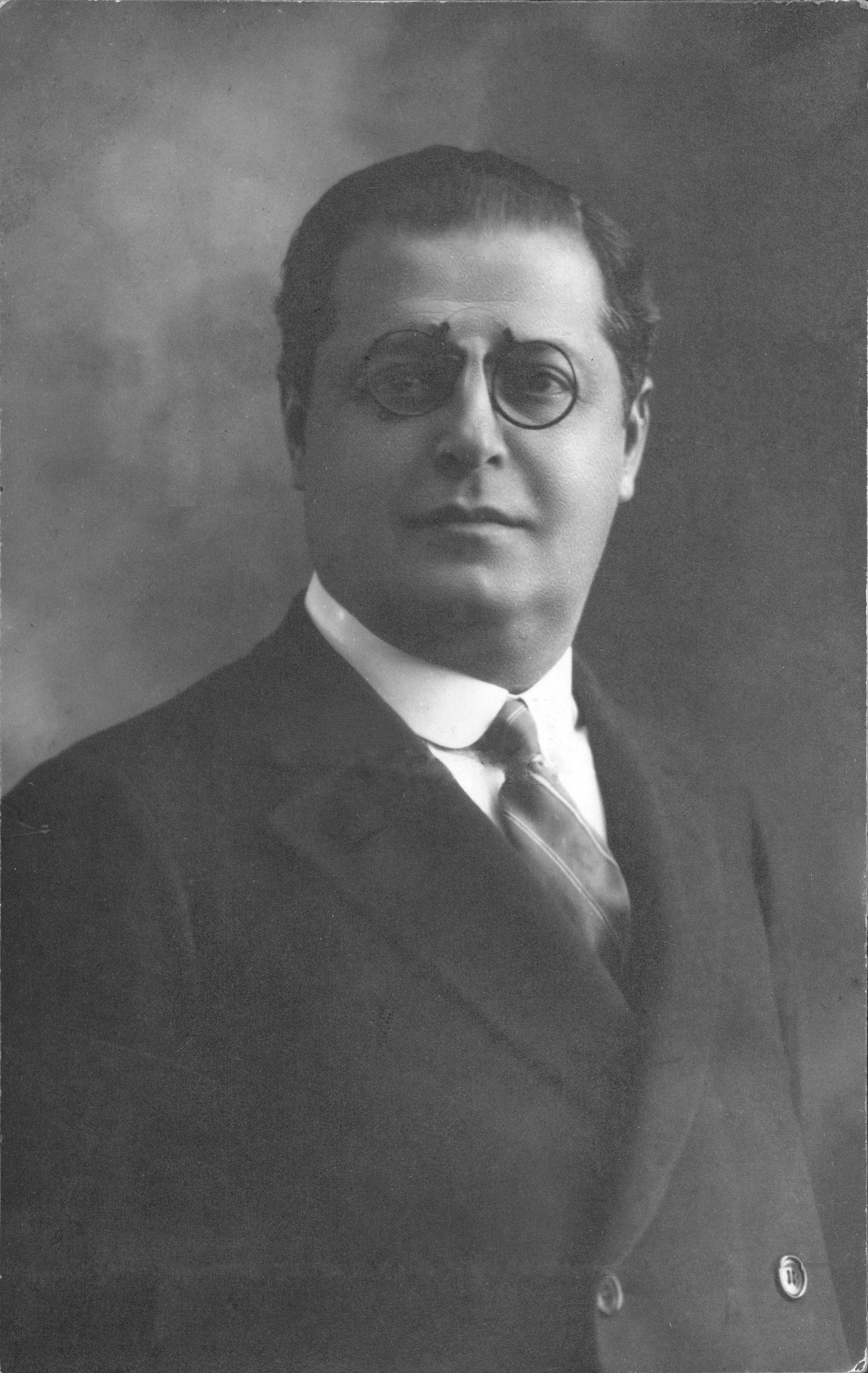
Emir Emin Arslan

Emir Emin Arslan (auch Amír Amín Arslan, arabisch الأمـيـر أمـيـن أرسـلان, * 1868 in Beirut; † 1943 in Buenos Aires) war ein osmanischer Politiker, Diplomat, Schriftsteller und Verleger.

## Leben
Emir Emin Arslan war Mitglied einer drusischen Familie aus dem Libanon. 1893 kam Emir Emin Arslan nach Paris, nachdem seinem Bruder von den osmanischen Behörden vorgeworfen wurde, die öffentliche Ordnung zu stören. In Paris leitete Arslan das Türk-Suriye Komitesi, das sich als Vermittler zwischen christlichen Armeniern und Jungtürken verstand. Arslan verlegte das Organ des Türk-Suriye Komitesi, den Kashf al-niqāb, der auch in den arabischen Provinzen des osmanischen Reichs Verbreitung fand. Nachdem  der Kashf al-niqāb durch das Einwirken von Abdülhamid II. durch die französischen Behörden geschlossen wurde, diente Turkiya al-fatat des Maroniten Khalil Ghanem (1846–1903) als Organ.
In einer Tischrede anlässlich des 20-jährigen Bestehens der osmanischen Verfassung 1896 bezeichnete Arslan das Komitee für Einheit und Fortschritt als unsere Partei.
1910 wurde Arslan von der osmanischen Regierung zum Generalkonsul in Buenos Aires ernannt.
In Buenos Aires verlegte er vom 14. August 1915 bis 1920 die Wochenzeitung La Nota. In La Nota veröffentlichten neben anderen: Joaquín Victor González, Leopoldo Lugones, José Ingenieros, Enrique Prins, Alberto Gerchunoff, Federico Barroetaveña, Ricardo Rojas, Juan Pablo Echagüe und Arturo Cancela. Im August 1915 berichtete Arslan in La Nota vom Völkermord an den Armeniern und kritisierte die Auslöschung der Armenier. Während seines vorigen Aufenthalts in Europa hatte er auch die Hamidschen Massaker abgelehnt.
1926 verlegte er in Buenos Aires Al-Istiqlal, La Independencia.